# 過剰正当化効果
過剰正当化効果（かじょうせいとうかこうか、英語: overjustification effect）は、金銭や賞品などの外発的誘因が、タスクを実行する人の内発的動機づけを期待に反して低下させるものである。アンダーマイニング効果（英語: undermining effect）とも呼ばれる。過剰正当化は、「モチベーションのクラウドアウト」として知られている現象に説明を付けるものである。以前は内発的動機づけによって行っていた外発的誘因に報われていなかった活動に対して報奨を提供することの全体的な効果は、外発的動機への移行（外発的動機づけ）と既存の内発的動機づけの弱体化である。報酬が提供されなくなると、その活動への関心は失われる。その後も内発的動機づけは戻らず、活動を維持する動機として外発的報酬を継続的に提供されなければならなくなる。

## 実験的証拠
過剰正当化効果は、多くの場面で広く実証される。この効果を早くに実証した実験の1つが、1971年にエドワード・L・デシらが行ったものである。この対照実験では、2つの異なる条件を与えられた被験者のパズルを解くことへ関心の程度の差異を検証している。対照群は3日間の実験すべてにおいて報酬の支払いがなかったが、これに対して実験群は、1日目は対照群同様に報酬が支払われなかったものの、2日目の報酬が支払われ、3日目に無報酬で実験された。各セッションの途中には、休憩の時間が設けられ、その間被験者が好きなことをする様子が観察された。その結果、実験グループは、報酬が支払われた2日目の休憩時間中、対照グループよりもかなり多くの時間をパズルを解くのに費やしたが、報酬が支払われなかった3日目には逆にかなり少なくなることが示された。これは、外発的金銭報酬が、タスクに従事する彼らの内発的動機づけを大幅に低下させた証拠として解釈された。
南メソジスト大学の研究者らは、188人の女子大学生を対象に実験を行い、異なる誘因（インセンティブ）の下で、最初のパフォーマンスの後、被験者の認知課題（単語ゲーム）への継続的な関心を測定する実験を行った。被験者は2つのグループに分けられ、第1グループのメンバーに対しては、能力に対して報酬が与えられると言われた。すなわち、平均以上のプレーヤーはより多く報酬が与えられ、逆に平均以下のプレーヤーに対しては少なくなる。第2グループのメンバーには、完了のみを条件として報酬が与えられるとのみ言われた。彼らの報酬は、繰り返しの回数やプレイ時間の長さで評価された。その後、各グループの半数の被験者は、各被験者の実際の成績にかかわらず、成績が良かったと言われ（「成績上位者」）、残りの半数の被験者には、成績が悪かったと言われた（「成績下位者」）。第1グループのメンバーは、概してゲームに大きな関心を示し、第２グループのメンバーよりも長い時間プレイを続けた。 「成績上位者」は、第1グループの「成績下位者」よりも長くプレイし続けたが、「成績下位者」は、第2グループの「成績上位者」よりも長くプレイし続けた。この研究は、報酬が能力を反映していない場合、報酬が高いほど内発的動機づけが少なくなることを示した。しかし、報酬が能力を反映している場合、報酬が高いほど、内発的動機づけが大きくなる。
リチャード・ティトマスは、献血に金銭の対価を支払う（売血）と却って献血の供給が減る可能性があると示唆した。これを実証するために、3つの手法による現場実験が行われた。最初の手法では、ドナーに対して報酬を与えなかった。2番目の手法では、ドナーに対して少額の報酬を与えた。3番目の手法では、ドナーは自らへの報酬と慈善団体への同額の寄付のいずれかを選択させた。男性ドナーに対しては、3つの手法はいずれも結果に影響を与えなかった。一方で、女性ドナーに対しては、2番目の手法は結果を半減させた。ただし、慈善団体への寄付を認めると、この影響は完全に排除されることも同時に確認された。

## 理論
自己知覚理論によれば、人は外部の制約事項に基づいて自分の行動についての動機を推測する。強い制約事項（報酬など）の存在は、人が報酬のためだけに行動していると結論付けることになり、それは人の動機を内発的なものから外発的なものに移行させることとなる。
1970年代の実験室実験では、外発的の報酬がある条件下の個人は、内発的動機づけの低下を示した。上述のデシらは、結果を説明するために認知的評価理論を展開した。認知的評価理論は、自己決定理論の下位理論として、制御と能力の両方が内発的動機づけの根底にあり、外発的報酬が内発的動機づけにどのように影響するかは個人の解釈に依存することを説明している。個人が報酬を自分の能力と結果に対する自制心に関する肯定的な情報に関連するものとして受け止めた場合、内発的動機づけは増加するが、結果を外発的統制を示すものとして解釈した場合、自律感や達成感を低下させ、結果的に内発的動機づけが低下する。認知的評価理論はまた、内発的動機づけの別の意味合いとして社会的文脈を示唆している。場の空気（social cue）は、文脈が人の自律性と能力に関して伝えるメッセージに応じて、内発的動機づけに肯定的または否定的な効果を与えうる。肯定的なフィードバックや賞賛などの口頭での報酬は、支配されると感じられ、したがって内発的動機づけが低下すると予測される。ただし、情報提供をもたらし、支配であると感じられない口頭の報酬は、プラスの効果を発揮すると予測される。
自己決定理論とは、認知的評価理論の予測を保持しつつ、認知評価理論が認識していない、予測が適用されないか関連性が低い実社会での組織状況など、認知的評価理論の限界を認識した、作業組織における動機づけの広義の理論である。この理論では、様々なタイプの動機づけの状態を区別し、外発的報酬が内発的報酬よりも効果的である組織条件を区別し、内発的動機づけと外発的動機づけに対する志向性の個人差を調べ、内発的動機を高めることができる経営者の行動を論じるものである。1989年のデシらの研究からの知見は、管理職がどのように従業員の仕事態度に影響を与えることができるかを示すことで、仕事の動機づけへのアプローチとして自己決定理論を支持した。調査によると、選択肢の提供、非自律的な方法での関連情報の提供、部下の視点の認識、自己主体性を育成することを含む経営者の自律支援により、従業員はよりポジティブな仕事に関する態度や企業経営への信頼度の向上を持つ結果となったと報告されている。

## 論争
過剰正当化効果は、行動改善強化の一般的な有効性に関する従前の心理学の調査結果と対立したため、誘因（インセンティブ）を使用した教室での調査の多用と併せて、物議を醸している。これらの調査結果から、活動の性質が異なる場合、例えば、活動に対する内発的な関心の初期レベルが非常に低い場合には、外発的な偶発性を導入することが関与を生み出すために必要不可欠である可能性がある。これらの結論は、他の人よりも優れた成果を上げたり、（内発的動機付けが低い）興味のないタスクを実行したりするために提供される具体的な報酬が内発的動機付けの増加につながることを発見した別のメタアナリシスで異議を唱えられ、動機づけの報酬の有害な効果は、簡単に回避可能な、特定の限定的な一連条件下においてのみ発生すると述べられている。デシらが1999に実施したメタアナリシスでは参加者が最初に高い関心を持っていた課題に限定して分析を行っていたが、一連の分析には高関心と低関心の両方のタスクが含まれている。実際、2001年のメタアナリシスでは、報酬によって、当初は内発的関心がほとんどないタスクに対する内発的動機づけが高まる可能性があることが示された。
また、アイゼンバーガーとキャメロンによると、1971年のデシによる研究から導き出された課題関心に対する外発的報酬の負の効果の主張は、これらの効果を生み出す実験室環境で作り出された条件が現実世界の状況を真に反映したものではないことを考慮に入れていない。たとえば、デシの調査では、あるセッションでは誘因（インセンティブ）が提供され、別のセッションでは任意に取り消されていたが、そのようなインセンティブプランは現実世界には存在しない。また、被験者に見られる内発的関心の低下は、報酬が差し控えられたときの否定的な反応によって説明される可能性がありる。アイゼンバーガーとその同僚たちはまた、デシの研究における従属尺度の有効性が非常に疑わしいと主張した。タスクに費やした自由時間の量を従属指標として用いた実験結果は、自己申告を用いた場合よりもはるかに弱いことが示されている。デシの研究では自己報告に殆ど重きを置いていないが、被験者の内発的動機づけのレベルに関する自己申告は、関心のある心理的状態をより直接的に測定するものであるように思われる。
また、報酬は能力と自律性の感情を高める傾向があり、高い基準・プレッシャー・競争力がこれらの効果を高めることができるということも、かなりの研究で明らかになっている。たとえば、従業員は、誘因（インセンティブ）を獲得することを、経営管理の恐ろしいツールではなく、楽しいものと見なしている。これらの発見は、デシらが過去に主張した効果の心理的メカニズムとは対照的である。また、過去30年間の、報酬に関する注目すべき学術的レビューでは、金銭的動機づけがパフォーマンスを大幅に向上させることが示されていることが確認されている。さらに、活動の中には、その魅力が個人に明らかになるまでにかなりのレベルの習熟や関与を必要とするものがあり、そのような場合には、外発的動機づけが個人をそのレベルまで高めるのに有効である場合がある。トークンエコノミー法トークン・エコノミー法は、外発的報酬を導入することが一定の幅広い分野の活動への関心を高めることに有効なことを示す、証拠となる一例である。
年齢層によって効果にも違いがある。1999年のデシらの研究によると、外発的偶発性が内発的動機づけに及ぼす悪影響は、大学生よりも子供にとってより深刻であるように思われる。考えられる理由の1つは、大学生の認知能力が高く、報酬の情報と管理の側面をより適切に分離できることである。したがって彼らは、彼らの行動を制御するものではなく効果的なパフォーマンスの指標として、報酬を解釈することができ、それにより彼らはパフォーマンス目標指向で活動するようになる。したがって、子供と雇用された労働者の間においてそのような差異は非常に大きいと推測される。
当初の研究結果を擁護する反論は、キャメロンによる2001年の分析には欠陥があり、キャメロンが潜在的な過剰正当化効果の分析に退屈な作業を含めることは理論的または実際的な意味をほとんど持たないと結論付けている。この反論は、この理論を支持している他のいくつかの論文を挙げて、認知的評価理論が内発的動機づけに対する報酬の効果を説明するための最も一貫性のある構造であると主張している。

## 応用

### 教育
1973年のレパーらの研究から得られた知見は、子供が学校での最初の段階で持っているように見えるかもしれない学習と探求への内在的な興味を維持することに失敗するという点で、学校教育システムの中心的な問題を提起することを示唆している。教育制度の外発的報酬が、児童の動機づけを活発にするどころか、学習過程そのものに対する自発的な興味をほとんど損なうという深刻な影響を示すものである。この分野の研究では、親や教育者は内発的動機づけに重きを置き、本人の自律性や能力の感情を可能な限り温存すべきであることが示唆されている。（家事など）タスクが魅力的でなく、内発的動機づけが不十分な場合には、行動の誘因（インセンティブ）を与えるために、外発的報酬が有用である。
読書にお金や賞品を提供する学校のプログラムは、過剰正当化によって内発的動機づけを減らす可能性があると批判されている。ただし、ピザハットプログラム"Book It！"の研究では、このプログラムへの参加は読書意欲を高めることも低下させることもなかったとされている。生徒に報酬を与えることで読書意欲を高める試みは、読書への興味を損なう可能性があるものの、読書への興味を育むために必要な読書スキルを促進する可能性もある。

### 職場
認知的評価理論はさらに、異なる効果を発揮する様々な報酬の種類を予測している。この理論によれば、自律性と能力に関する情報と一致しない雇用など、パフォーマンス以外のものに基づく手当などのタスクの非偶発的報酬は、内発的動機づけには効果がないとされている。一方、タスクの実行または完了に対して授与される給与などのタスク条件付き報酬は、支配的な制御として経験されるため、内発的動機づけに内発的動機づけに悪影響を及ぼすこととなる。デコップとサーカが2000年に実施した調査によると、非営利組織にメリット・ペイ・プログラムを導入すると、自律性と内発的動機づけの感情が低下し、報酬が職場環境の内在的動機づけを損なう可能性があることが示された。
良好な業績または特定の基準を満たすと与えられる金銭的インセンティブのような業績条件付き報酬は、高度に制御されていると経験され、それゆえ内発的動機づけを低下させる。 シロム、ウェストマン、メラメッドらの1999年の研究によると、業績報酬型の計画では、ブルーカラー労働者の幸福度を低下させることが判明した。これは、仕事が単調であると感じた人にとって特に明白であった。ただし、報酬に加えて能力に関する情報も伝達する特定のケースでは、それによって悪影響が軽減される。

### ゲーミフィケーション
ゲーミフィケーションという用語は、参加を促進するためにゲームデザイン要素をゲーム以外のコンテキストに適用することを指し、多くの場合、ポイントやバッジ、仮想通貨などの象徴的な報酬を提供することで動機づけをする。しかし、多くの学者や他の批評家は、これらの報酬が過剰正当化効果によって裏目に出る可能性があることへの懸念を表明している。これらのゲーミフィケーションの批判者は、自己決定理論に直接基づいて、Foursquareのようなゲーミフィケーションされたコンテクストが、自己決定理論の内在的動機づけに関する3つの生得的欲求である「関連性」・「自律性」・「能力」を十分に満たしていない、期待活動報酬を提供し、その結果、それらの活動への内発的な関心を低下させるのではないかという懸念を表明している。

### クラウドソーシング
ユーザー生成コンテンツに依存するWebサイトは、投稿に対して金銭的な報酬を提供する場合があるが、これらは投稿者が過剰正当化効果によって投稿をやめてしまう原因となる可能性がある。たとえば、 Amazon Mechanical Turkでは、タスクの作成者に金銭的報酬を提供することができるが、431人のMechanical Turk参加者を対象にした調査では、通常はわずかな金銭的報酬への欲求よりも、内発的動機によって行動することが判明した。過剰正当化効果は、創造的な取り組みをクラウドソーシングするときに貢献を最大化する方法に関する研究でも考慮された。

### ボランティア
経験的証拠は、金銭的報酬の大きさが内発的動機づけを提供しながら、同時に期待される金銭的報酬は内発的な動機づけを "締め出す "ことを示している。金銭的報酬が内発的動機づけの喪失を補うのに十分な額でない場合、全体的なボランティア活動への参加が低下する可能性がある。ある調査データセットでは、少額の金銭的支払いがスイス市民のボランティア時間を短縮させ、また、中央値相当の金銭的報酬が提供されたボランティアは、支払いがないボランティアよりも仕事量が少なくなることを明らかにした。

### スポーツ
過剰正当化効果は、プロスポーツに置いても見受けられる。数百万ドルもの大型契約を結んだ後、多くのアスリートのパフォーマンスが低下している。大型契約の後にパフォーマンスが低下した著名なプロアスリートには、アレックス・ロドリゲス（MLB）、アルバート・プホルス（MLB）、ウェイン・ルーニー（EPL）、アルバート・ヘインズワース（NFL）などが挙げられる。